# 国务院港口建设领导小组
国务院港口建设领导小组，是中华人民共和国国务院成立的国务院议事协调机构，负责领导全国海港（含长江下游港口）建设工作。

## 历史
二十世纪七十年代初期，随着中华人民共和国恢复联合国合法席位，美国总统尼克松访华，西方国家及追随西方的一批第三世界国家纷纷与中国建交，中国政府趁石油出口换取外汇以及对西方外交突破从国外大规模引进成套技术装备的四三方案实施，中国的外贸海运出现爆发式增长。1972年底统计，中国沿海15个港口286个泊位，码头岸线长36km，其中万吨级泊位92个。远洋轮船到港要在锚地抛锚长时间等泊位，停港时间长达10.9天；港口装卸的机械化程度低，库场堆存能力不足；海轮供油、供水、修理保障程度差。
1973年1月23日、2月13日，受周恩来总理委托，分管港口工作的粟裕先后两次到达天津新港视察，帮助解决港口压船问题。粟裕指示，天津港要适时“扩建7—11个泊位，进口还要多建一些”，并指出“加速规划设计，做好准备工作”，把疏港铁路先搞上去，以便运输建港物资和材料。粟裕向周恩来讲述了考察的情况，并提出了改变港口面貌、利用现有航道发展水运事业的建设规划。粟裕写了《关于加强港口航道建设和疏运问题的建议》，呈报周恩来总理。中共中央政治局讨论了港口建设问题，同意了周恩来总理的提议。1973年2月27日，周恩来总理指示：过去没有把港口建设提到议事日程上来，现在到了非解决不可的时候，要在三年之内改变港口面貌。1973年3月1日成立国务院港口建设领导小组。沿海省市先后均成立了港口建设领导小组或港口建设指挥部。掀起了中华人民共和国成立后第一次大规模港口建设。
1977年初，国务院港口建设领导小组撤销，其工作交由交通部。 

## 组成人员
- 组长粟裕
- 副组长谷牧[4]
- 成员
  - 国家计委
  - 国家建委
  - 交通部
  - 外贸部
  - 物资部
  - 海军
- 办公室
  - 主任彭敏
  - 副主任萧桐